# Martín Boneo y Villalonga
Martín Boneo y Villalonga (Palma de Mallorca, 18 de junio de 1759 - Palma de Mallorca, 6 de junio de 1805) fue un militar, funcionario y científico español que tuvo actuación destacada en el Virreinato del Río de la Plata a finales del siglo XVIII y principios del XIX.
Participó de la Comisión Demarcadora de Límites con el Brasil entre 1784 y 1792, realizando reconocimientos de los ríos Tebicuary y Paraguay, descubriendo los presidios portugueses de Nueva Coímbra y Alburquerque, y realizando dos mapas del río Paraguay.
Es nombrado primer Intendente de Policía de Buenos Aires en 1799, cargo desde el cual lleva a cabo el empedrado de la ciudad, dibuja un plano de Buenos Aires, e impulsa la construcción de una plaza de toros, un muelle, la Recova, y el teatro Coliseo. También implementa el primer servicio de recolección de residuos porteño, y reconstruye el Paseo de la Alameda.
Debido a las tensiones entre el gobierno virreinal y el Cabildo de Buenos Aires, que desconfiaba de Boneo, en 1804 es destituido y vuelve a España, donde es nombrado Gobernador intendente de Huancavelica, pocos meses antes de morir.

## Orígenes familiares
Las raíces más remotas de la familia Boneo se encuentran en Francia, donde nació alrededor de 1545 Francisco Boneo, el primer antepasado de la familia documentalmente probado, radicado en Pamplona, Reino de Navarra. El origen de los Boneo sería la ciudad de Neuville-du-Poitou, donde el apellido se habría escrito Bonneau. 

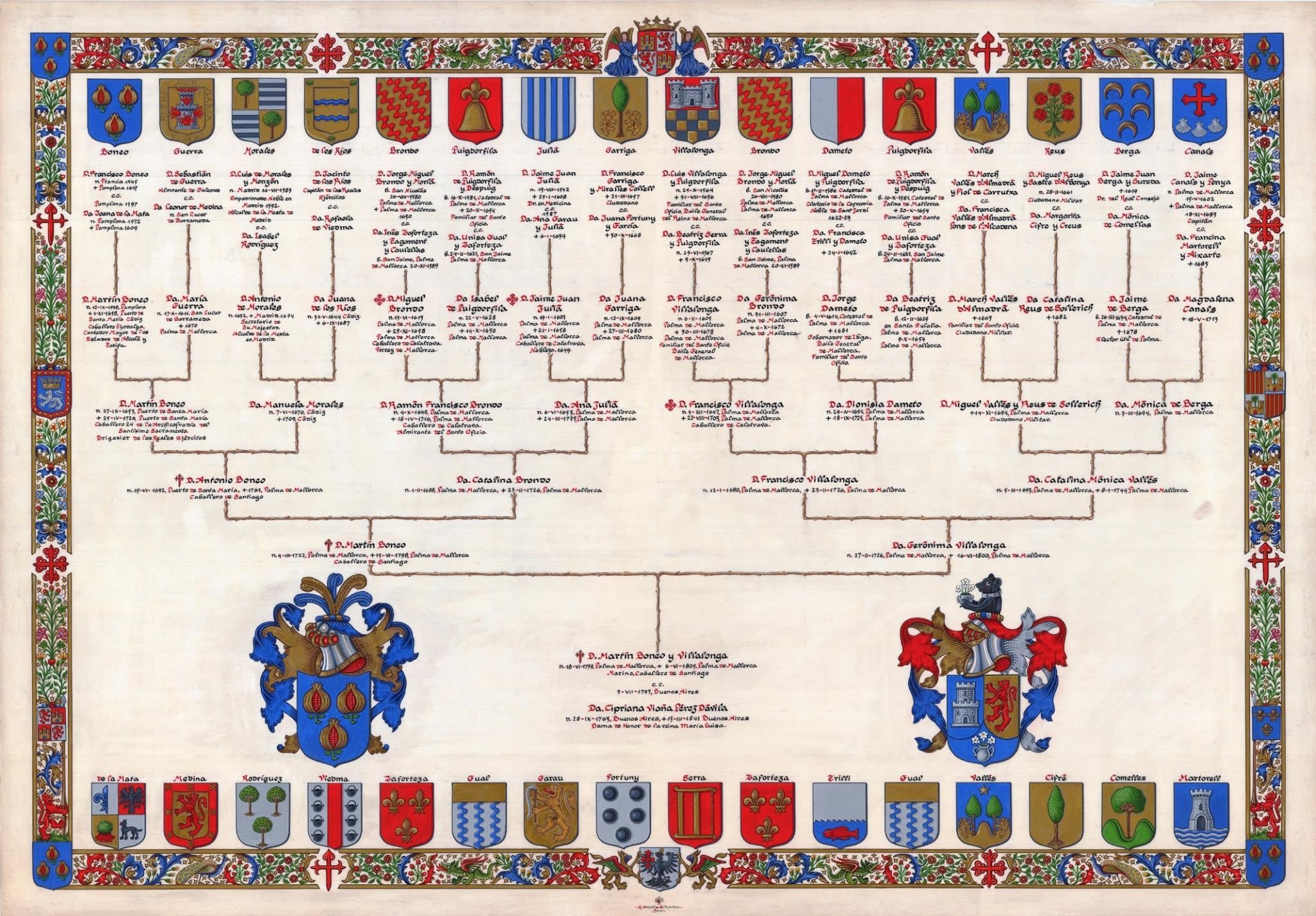
Árbol de dieciséis costados de Martín Boneo y Villalonga

Instalado el francés Francisco Boneo en Pamplona, casaría allí tres veces. Con su primera mujer, Isabel López de Nájera, compraría el 30 de agosto de 1595 un solar desde entonces conocido como Casa Boneo. A él se refiere José de Arévalo en el siglo XVIII, al afirmar que al Palacio de Casa Boneo del Reino de Navara pertenecen por blasón y armas un escudo: el campo azul y en él tres granadas de oro descubriéndose algunos granos rojos, puestos en triángulo.
Martín Boneo y Mata, nacido en Pamplona, hijo del mencionado Francisco Boneo, se radicó en El Puerto de Santa María, donde fue contador y veedor de galeones, y reconocido como caballero hijodalgo notorio, contrajo matrimonio con María Guerra y Medina, una dama de la nobleza local. Tuvieron enterramiento en la Iglesia Prioral de la mencionada ciudad, donde se pueden observar el escudo de la familia.
Finalmente un nieto de los anteriores, Antonio Feliciano Boneo Morales, es enviado por Felipe V de España a principios del siglo XVIII a Palma de Mallorca, como consecuencia del fin de la Guerra de Sucesión Española. Allí los Boneo se relacionarían con las familias más antiguas e influyentes de la isla, con las que se unirían mediante alianzas matrimoniales.

## Nacimiento y primeros años
Martín Boneo y Villalonga nació el 18 de julio de 1759, siendo bautizado el día siguiente en la Iglesia de San Creus por el Dr. Nicolau Massanet con los nombres de Martín Cayetano Antonio José Manuel Nicolás Buenaventura Sebastián Ramón Francisco Ignacio Vicente Diego Mariano Luis Dionisio Gerónimo Deogratias, y siendo sus padrinos sus tíos Francisco Boneo y Dionisia Villalonga.
Sus padres fueron el capitán Martín Boneo Brondó, caballero de la Orden de Santiago, regidor perpetuo de Palma, y corregidor de Porco en el Virreinato del Perú; y Gerónima Villalonga Vallés, dama que integraba una destacada familia mallorquina.
Fue el tercer hijo en nacer de un total de cinco hermanos Boneo-Villalonga, siendo los restantes Antonio, Catalina, María Manuela y Jerónima. Antonio Boneo y Villalonga también seguiría la carrera de las armas, y de su matrimonio con Catalina de Villalonga Bordils tendrían numerosa sucesión, que incluye a los marqueses de la Bastida y de Linares, y a los duques del Infantado.

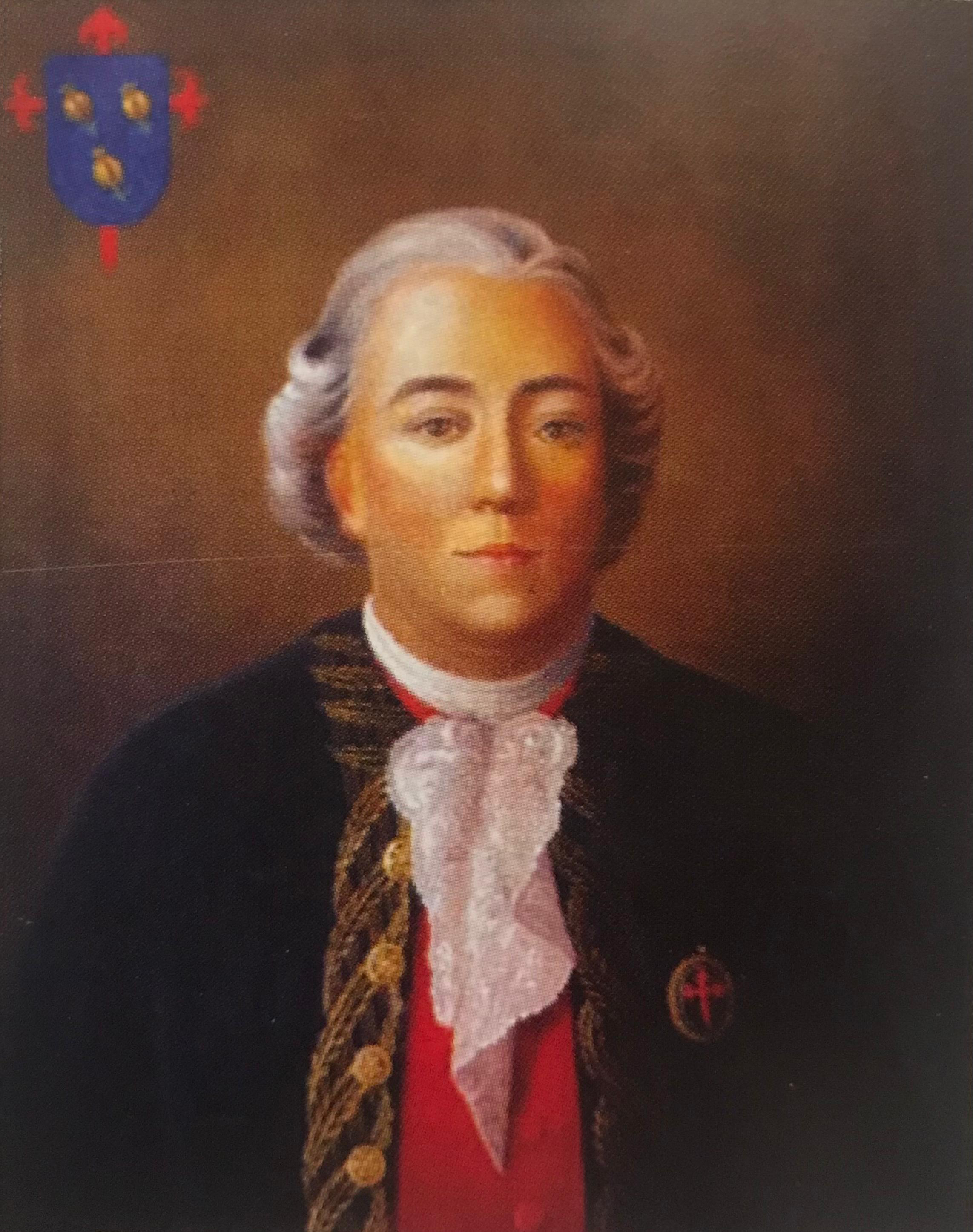
Martín Boneo Brondó, padre de Boneo y Villalonga

### Primeros estudios en Mallorca
Martín Boneo y Villalonga seguramente asistiera a uno de los tres colegios que los jesuitas administraban en la isla de Mallorca: los Monte Sión de Palma, Monte Sión de San Martín, y Pollensa. Es probable que dicha educación se viese complementada con la asistencia a las clases de filosofía experimental que se impartiera a partir de 1759 en el Convento de los Capuchinos, donde su pariente fray José de Mallorca escribió sus Fragmentos matemáticos.
En sus años de juventud asentado en Palma, vivían también allí su pariente Antoni Despuig y Dameto, así como Buenaventura Serra y Ferragut, quienes posiblemente hayan despertado su interés por la cartografía, la historia y la ciencia en general, conocimiento que más adelante le serían de utilidad en el ejercicio profesional.

## Formación en Cádiz
El 31 de agosto de 1771 Martín Boneo formó asiento para ingresar a la Real Compañía de Guardias Marinas Reales de Cádiz, justificando su pretensión en ser hermano entero de Antonio Boneo y Villalonga, guardiamarina del 15 de abril de 1767. Entre sus profesores se destacaron Santiago Zuloaga, Vicente Tofiño, Félix Berenguer y José Varela y Ulloa, teniendo este último posteriormente un rol relevante en la carrera de su alumno. Y entre sus compañeros académicos se encontraban Baltasar Hidalgo de Cisneros, Pascual Ruiz Huidobro, y Diego Butrón Cortés, entre otros.

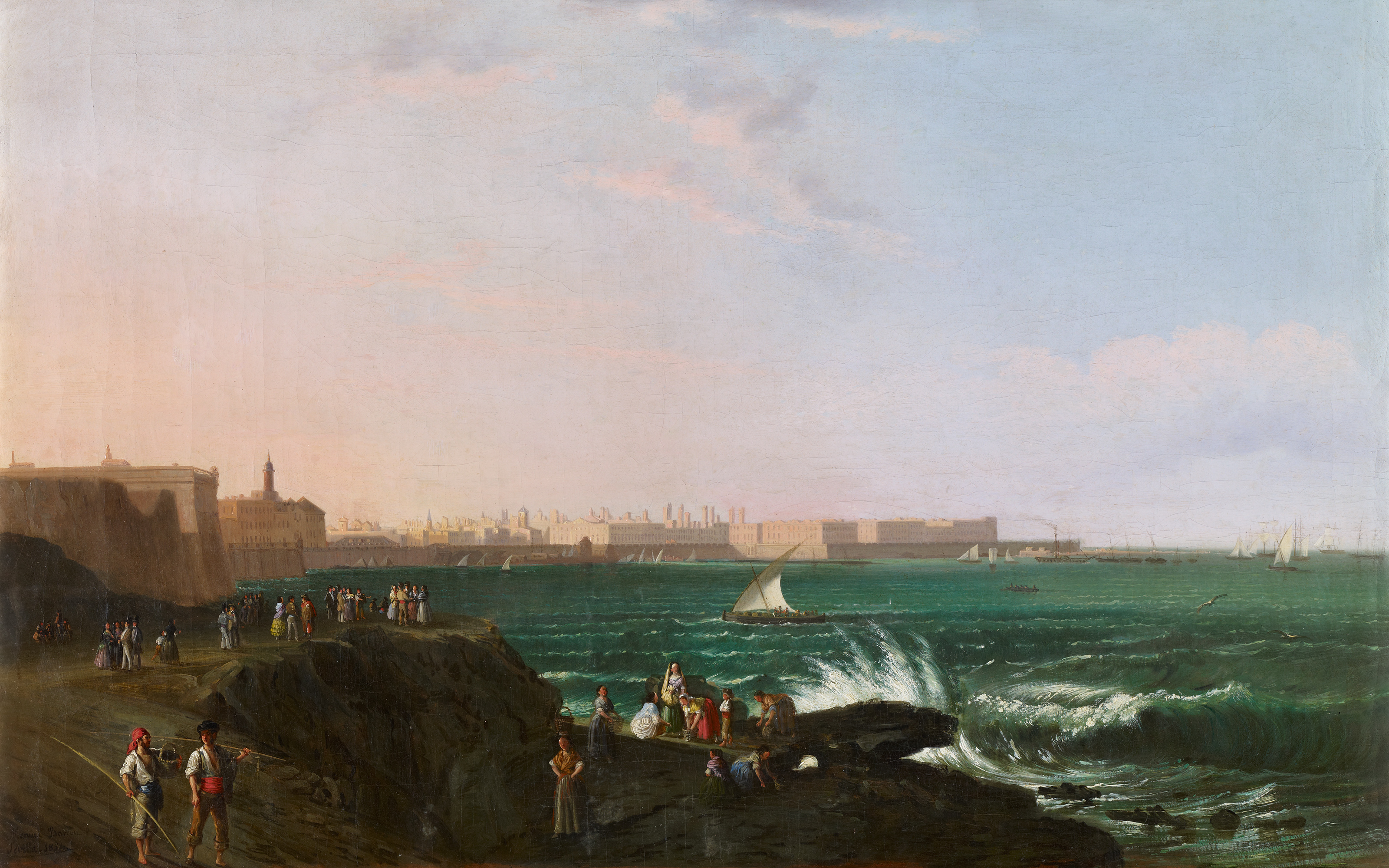
Vista de Cádiz, por Barrón y Carrillo

Luego del primer año en la Academia de Guardias Marinas para su formación teórica, Boneo y Villalonga aprueba su último examen de geometría, con las siguientes observaciones: talento mediano, aplicación mucha, conducta buena, embarcado en el "Andaluz", en Cádiz. Llegaría entonces la hora de la formación práctica en altamar. El 10 de noviembre de 1774, efectivamente, se lo promueve a alférez de fragata, embarcándose en el navío El Andaluz junto a sus compañeros Pedro Cabrera, José Chacón y Casimiro Lamadrid.
Luego de zarpar del puerto de Cádiz, los guardiamarinas arribarían a Málaga, donde reciben un pago el 29 de marzo de 1775 por parte del ministro de Marina de la ciudad. De allí se dirigirían a Cartagena, donde recibirían otro dinero, trasbordando posteriormente Martín Boneo a la urca Polonia el 27 de mayo de 1775. Cuatro días después es nombrado teniente, y el 28 de septiembre de 1775 pasa a la urca Asunción. Su aprendizaje en la navegación marina durará un año más, hasta volver a tierra firme a principios del año 1776.

## Expedición al Río de la Plata
La necesidad de defender la frontera con el Brasil, amenazada por los avances del Imperio Portugués, así como proteger la Patagonia y las Islas Atlánticas de las ambiciones del Imperio Británico, llevaron a Carlos III de España a crear el Virreinato del Río de la Plata, con su capital en Buenos Aires, ciudad que había experimentado un crecimiento en su valor estratégico y económico, designando como primer virrey a Pedro de Cevallos.

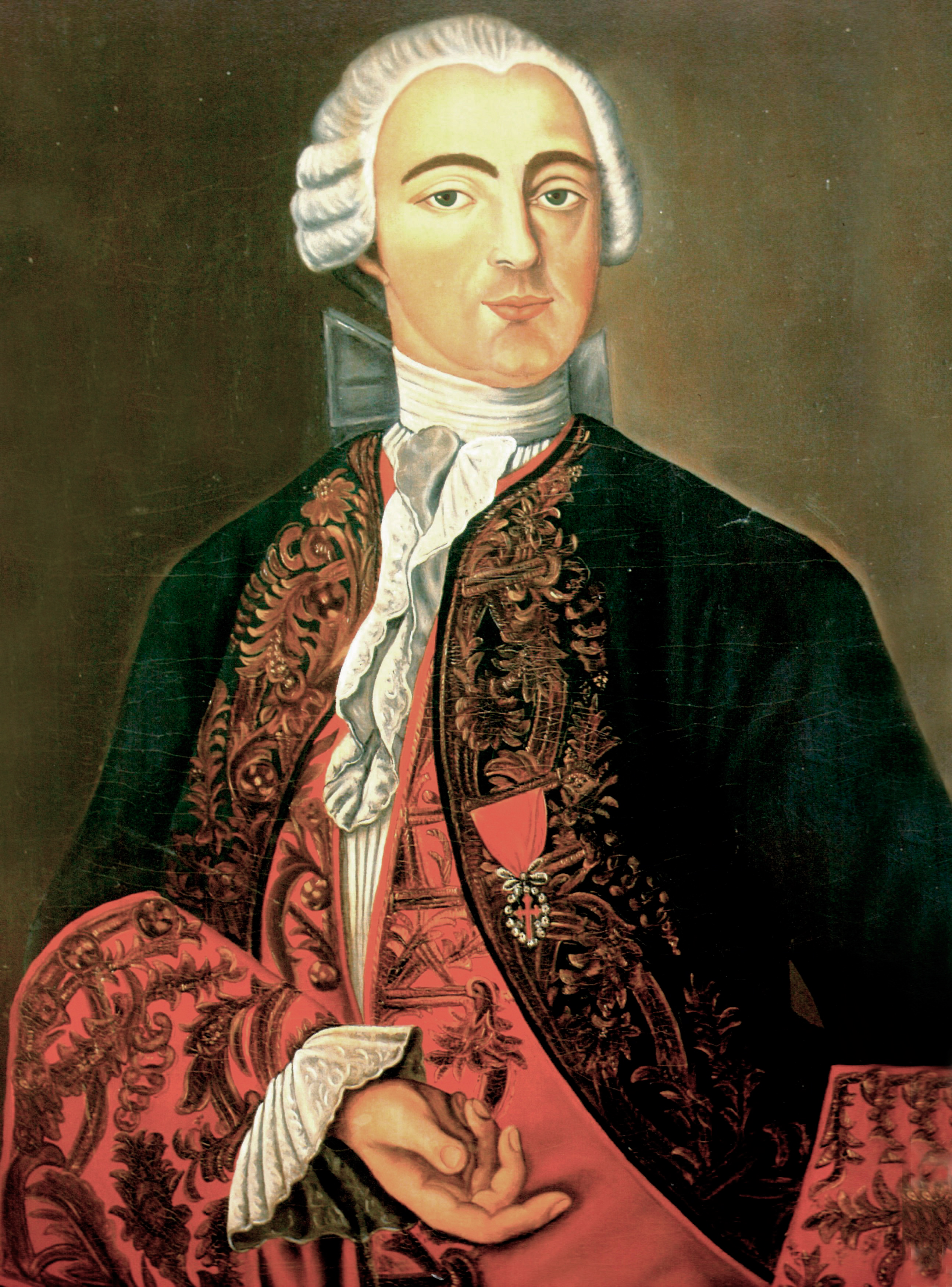
Retrato de Pedro de Cevallos

La escuadra de Cevallos que partió rumbo al Río de la Plata, que integraban casi cien embarcaciones al mando de Francisco Javier Everardo-Tilly, contaba entre sus naves a la fragata Venus, en la que embarcó Martín Boneo el 13 de noviembre de 1776 en Cádiz . Siete días más tarde se encontrarían al sur de las Islas Canarias, una semana después a la altura de Cabo Verde.
Ya en febrero de 1777 la escuadra se halla en la Isla de Santa Catalina, donde Cevallos busca desembarcar para enfrentar a las tropas portuguesas, pero al hallarse las tropas desperdigadas en diversos navíos que habían partido con distintos rumbos, finalmente decide en marzo partir rumbo a la Colonia del Sacramento, ciudad que logran tomar. De Colonia se dirigen Cevallos y sus tropas a la zona de Río Grande de San Pedro para apoyar al ejército de Vértiz, cuando son sorprendidos por la firma del Tratado de San Ildefonso, que sella la paz entre España y Portugal.

### Actuación en Montevideo
Finalizada la guerra, Martín Boneo es a ascendido 23 de mayo de 1778 al rango de alférez de navío, y se radica en la ciudad portuaria de Montevideo. Allí será destinado a su Apostadero Naval, cuyo jefe a partir de febrero de ese mismo año era Gabriel de Guerra, quien había sido su comandante en la fragata Venus. Tuvo que trabajar de manera muy cercana con el gobernador Joaquín del Pino, quien ordenó que se releven las costas septentrionales del Río de la Plata, tarea conducente a mejorar la defensa marítima de la región.
Un año más tarde, el 22 de septiembre de 1779, Boneo y Villalonga es nombrado oficial de órdenes de la Escuadra del Río de la Plata, cargo que ostentaría hasta el 18 de agosto de 1781. En el interín, es ascendido a teniente de fragata el 27 de mayo de 1780, y luego el 21 de diciembre de 1782, dos años más tarde, se le concede el rango de teniente de navío.

## Comisión Demarcadora de Límites con el Brasil
Luego del Tratado de San Ildefonso, los monarcas de España y Portugal se habían comprometido a fijar los límites de sus territorios en Sudamérica a través de comisiones encargadas de su demarcación. Por la parte española, la misión estuvo al mando de José Varela y Ulloa en compañía de Félix de Azara, quienes arriban a Buenos Aires luego de ser enviados en agosto de 1781 a una misión en Río Grande de San Pedro. En la capital del Virreinato del Río de la Plata encuentran que el virrey Vértiz había dividido la zona por delimitar y formado cuatro partidas demarcatorias.

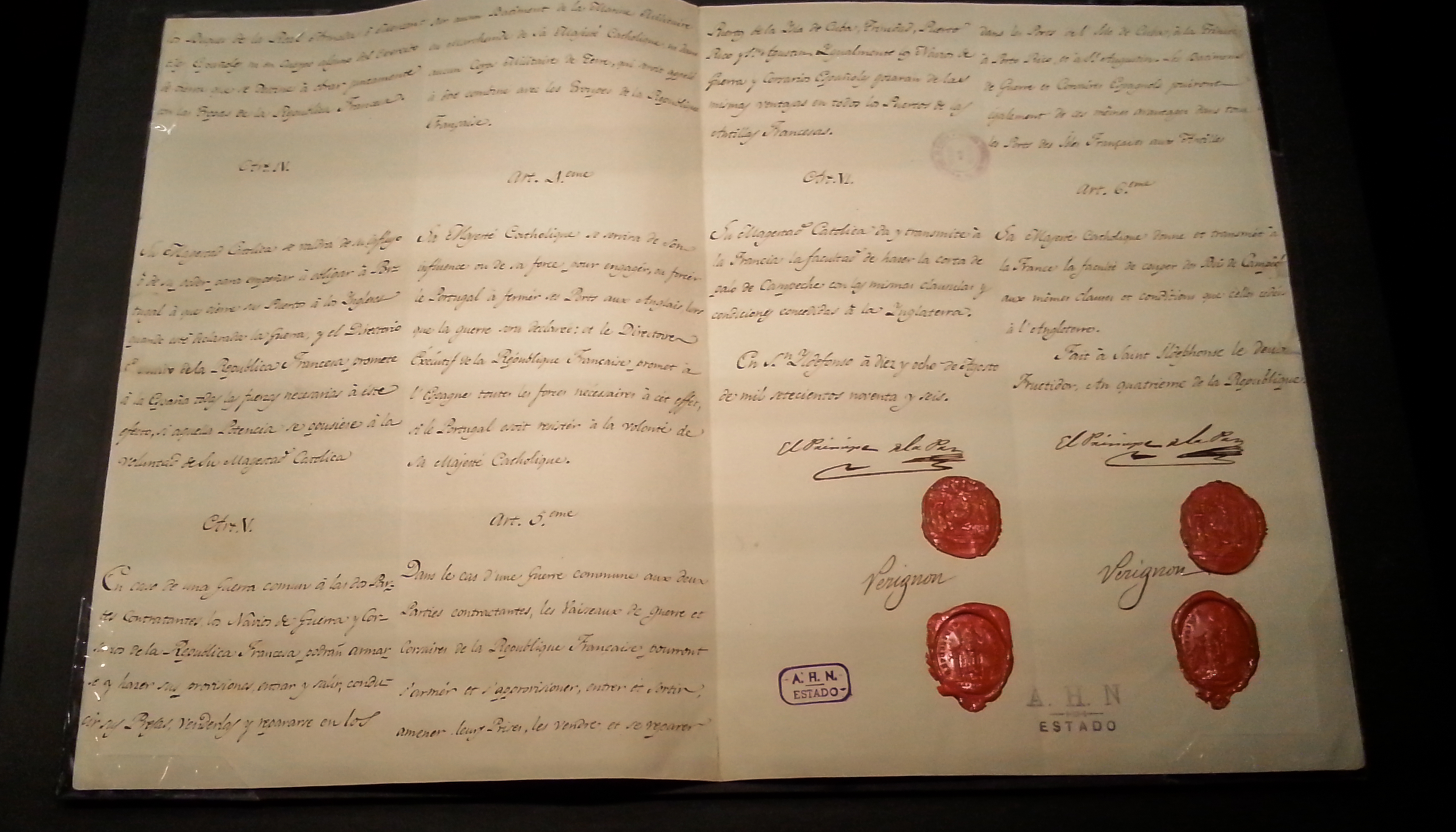
Tratado de San Ildefonso

La tercera de ellas, al mando de Félix de Azara, contaría con el ingeniero Pedro Cerviño y con Martín Boneo y Villalonga como segundo comisario. Boneo fue elegido teniendo en consideración las largas distancias y campañas que la partida debería afrontar, ya que era su misión demarcar desde el mencionado Ygurey hasta el desagüe en el Paraguay del río más inmediato que encabezara con aquél, y que el tratado suponía fuese el Corrientes o río Apa.
Desde el principio Boneo forjó un vínculo de amistad con Félix de Azara, quien se convierte en su aliado, al punto de escribirle en una carta al rey que estas consideraciones me hacen suplicar a Vuestra Excelencia, a fin de que le caracterice [a Boneo] de mi segundo y sucesor, prefiriéndole a dicho Rosas y Cerviño.
El 29 de diciembre de 1783 se disponen las divisiones de las partidas demarcatorias para marchar cada una a su lugar de destino. La tercera partida, en la que se encontraba Boneo, debía dirigirse a Asunción del Paraguay, para procurar allí su reunión en el río Ygatimy con la legación portuguesa, proveniente de San Pablo. Se determinó que Azara y Boneo fuesen por tierra acompañados de una pequeña escolta.

### Travesía a Asunción del Paraguay
El 2 de enero de 1784 parten Boneo y Azara junto a una pequeña escolta rumbo al Paraguay. El 9 de enero ya se encontraban en Santa Fe, donde divisaron un cometa en la constelación de la Grulla. De allí se dirigieron a Corrientes, no sin dificultades, ya que llovía a cántaros: apearse era imposible porque en todas partes llegaría el agua a la cintura y no se veía punto alguno que manifestase tener poca agua: todo era un mar Pero las lluvias torrenciales no fueron el único obstáculo al que se enfrentó la partida. A ellas se les suma que las pulgas eran infinitas y los mosquitos sin número, e incluso afirma Azara que el día 22 de enero vimos a cosa de ochenta pasos, al pie de un árbol, dos grandes tigres.

#### Reconocimiento del río Tebicuary
Luego de un mes y medio, el 9 de febrero de 1784 llegaron los comisionados a Asunción del Paraguay. El año siguiente, en agosto de 1785, Azara encomendaría a Boneo y a Cerviño la misión de navegar el río Tebicuary, el más caudaloso y largo del interior paraguayo.
El viaje empezó el 19 de ese mes, partiendo Martín Boneo desde Asunción para llegar el día 27 siguiente a Yuty, donde comenzará la navegación del río Tebicuary en una balsa montada sobre canoas. Ésta se extendería hasta el 11 de marzo, al arribar los expedicionarios a la estancia de Espinola, donde descienden de la balsa. La exploración fue estratégica, ya que se complementaba con las realizadas por Cerviño, Pazos y Aguirre en otras regiones cercanas, para así cubrir toda el área objeto de la demarcación.

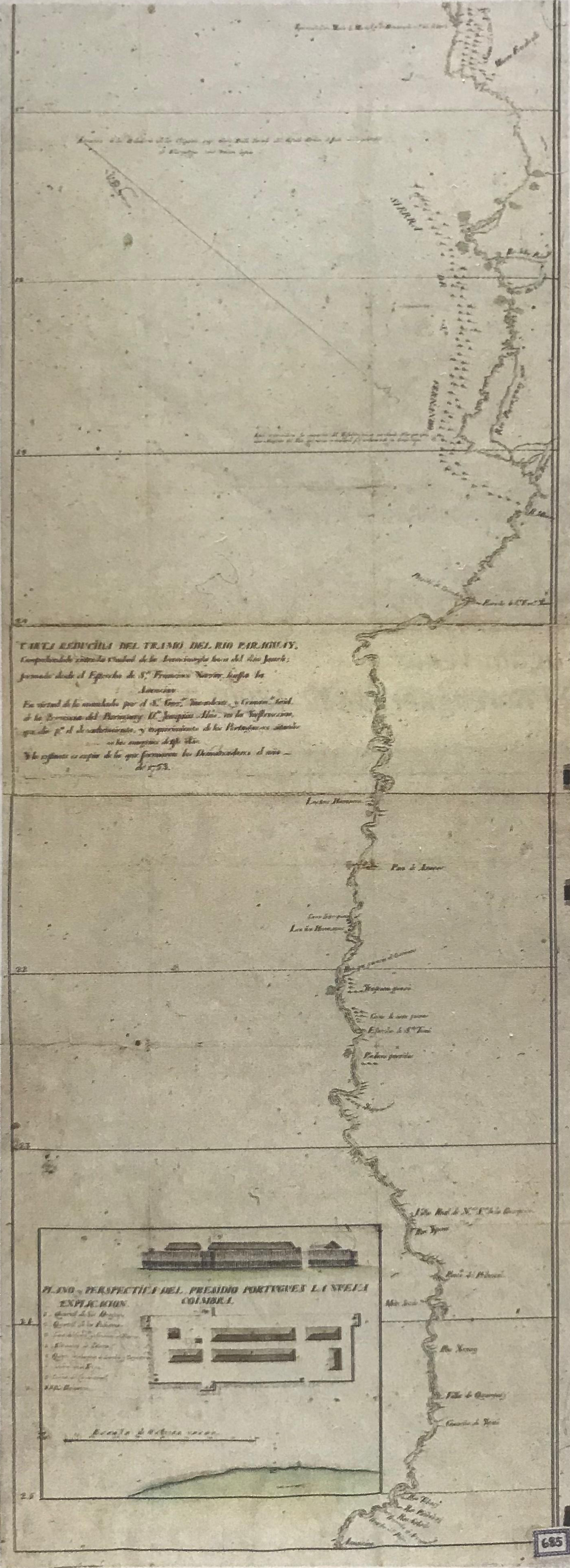
Mapa del río Paraguay realizado por Boneo

#### Reconocimiento del río Paraguay
A principios de 1790 el virrey Nicolás de Arredondo se anotició de establecimientos que los portugueses habían formado en la costa occidental del Paraguay, en violación de lo pactado en el Tratado de San Ildefonso con la corona española. Mandó entonces al gobernador del Paraguay Joaquín Alós y Brú que hiciese explorar el río Paraguay desde Asunción hasta donde se extendían los dominios españoles.
Así el 26 de julio de 1790 Boneo y Villalonga vuelve a salir de Asunción por vía fluvial, esta vez en un bote que navega por las aguas del río Paraguay. Junto a él parte también Ignacio de Pasos, autor de un diario publicado en 1836 con los detalles de la travesía, que aportan un reconocimiento más exacto del río Paraguay en el que era hasta entonces el trecho más ignorado de su curso.
Acompañados de siete soldados y un cabo, al llegar a la altura de 19 grados y 53 minutos encuentran sobre la ribera occidental un presidio portugués llamado La Nueva Coímbra, cuyo plano Boneo levanta. Se comunica asimismo con su comandante, levantando las correspondientes protestas por la usurpación de aquellos terrenos a la corona española, lo cual es negado por él, quien también les prohíbe seguir navegando río arriba.
Descubren luego otra población lusitana conocida como Alburquerque. Boneo mantiene una conversación epistolar con su comandante el capitán José Antonio de Pinto Figueredo, que comienza el 9 de septiembre de 1790, que tiene el mismo resultado que el diálogo con el comandante de Nueva Coímbra: las posiciones son irreconciliables y no hay acuerdo posible.

#### Mapas del río Paraguay
Durante sus años de radicación en Asunción del Paraguay, Martín Boneo y Villalonga realizó dos mapas del río Paraguay. El primero fue realizado bajo encargo del gobernador Joaquín de Alós. El segundo de ellos comprende el territorio entre el río Paraná y el río Paraguay, y los paralelos 22 y 24. Ambos mapas se conservan en el Archivo Histórico Nacional de España, en Madrid.

### Regreso a España
El 29 de mayo de 1792 Félix de Azara solicita al virrey que haga lugar al pedido de Martín Boneo de retirarse de Asunción del Paraguay, por sufrir de una afección en su oído que allí no podría curar, y por no ser necesarios sus servicios para los trabajos de demarcación, que podrían suplir los subalternos de Azara. Efectivamente, el 8 de junio siguiente Antonio Cruz Fernández, protomédico, certifica que el teniente don Martín Boneo padece un afecto morboso en el órgano del oído y un vicio escorbútico que le va corroyendo la dentadura y le causa un hedor bastante fétido en la boca.
Para el 19 de septiembre de 1792 ya había partido de Asunción rumbo a Buenos Aires. En el mes siguiente, el 2 de octubre de 1792, es ascendido al rango de capitán de fragata por recomendación de Azara. Un año más tarde, en carta al virrey Nicolás de Arredondo, fechada el 21 de agosto de 1793, asegura Boneo y Villalonga: bajé luego a esta Capital [Buenos Aires], en donde me he mantenido hasta ahora con el superior permiso de V. Exa. tratando del recobro de mi salud, para pasar a España.
Efectivamente, el 8 de agosto de 1793 llega a Buenos Aires el pasaporte brindado al Capitán de Fragata D. Martín Boneo para que en el curso del correo mandado El Águila pueda regresar a España para continuar al servicio en la Real Armada, llevando a su esposa y un criado. Poco tiempo más tarde tanto el Marqués de Casa Tilly como Manuel Godoy, príncipe de la Paz y duque de la Alcudia, se referirían con palabras de elogio a la actuación de Boneo en la Comisión Demarcadora.

## Matrimonio
El 5 de junio de 1791 Martín Boneo pide licencia para contraer matrimonio con María Cipriana Viaña y Pérez Dávila, dama criolla nacida en Buenos Aires, cuyo padre el hidalgo Toribio de Viaña y Viaña, nacido en Lamedo pero radicado en Asunción del Paraguay, había establecido vínculos comerciales con Boneo en aquella ciudad en la década de 1780'. Su madre, Francisca Pérez Dávila, pertenecía al Clan Dávila de Buenos Aires, que la emparentaban con algunos de los personajes más relevantes de la ciudad, como lo serían Carlos María de Alvear, Domingo French, y Gervasio Antonio de Posadas, capital social al cual por su matrimonio Martín Boneo accedió.

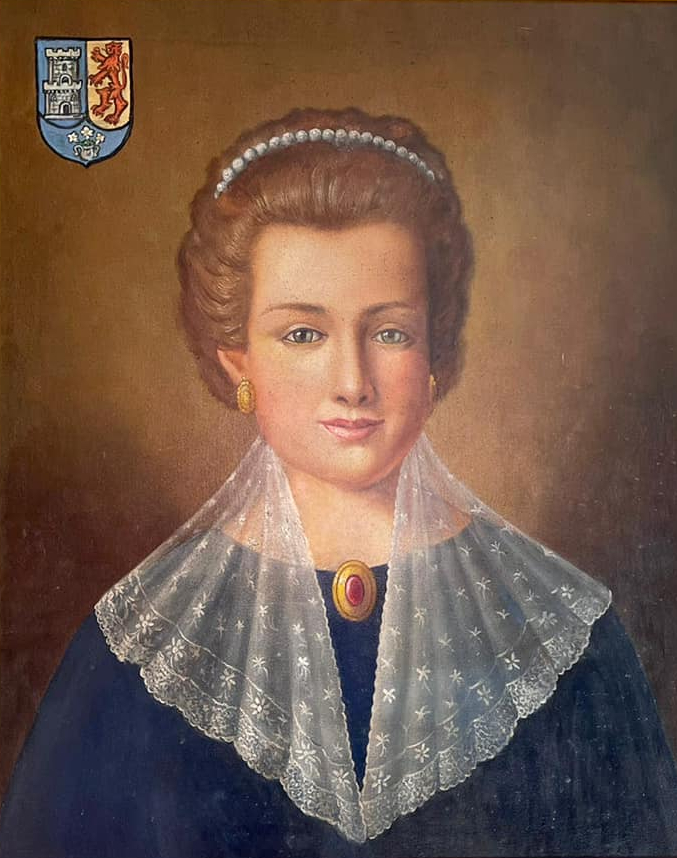
Cipriana Viaña de Boneo

No fue necesario únicamente solicitar la licencia para contraer matrimonio. Martín Boneo pediría el 1 de febrero de 1791 a Félix de Azara la certificación de sus servicios, el 17 de septiembre adjuntaría su certificado de bautismo, y el 27 de octubre arribaría desde Palma de Mallorca el consentimiento de sus padres para el contrato matrimonial. Asimismo, su suegro Toribio de Viaña aportaría una copia de su reconocimiento de hidalguía fechado en 1758, el 2 mayo sumaría el certificado bautismal de la novia, y el 11 de febrero un poder a Melchor de Albín para que lo represente en la ceremonia, y haga entrega efectiva de la dote de seis mil pesos dobles monedas de plata, en poder de Gaspar de Santa Coloma.
La licencia es concedida el 18 de abril de 1792 tras dos insistencias a la autoridad pertinente, y la boda tiene lugar el 3 de julio de 1793 en la Basílica de Nuestra Señora de la Merced de Buenos Aires, siendo padrinos Juan Antonio Delgado, Melchor de Albín y María Antonia Sosa, y bendiciendo la unión dada la importancia del enlace Manuel de Azamor y Ramírez, obispo de Buenos Aires (L°5 F °540).

## Estadía en España

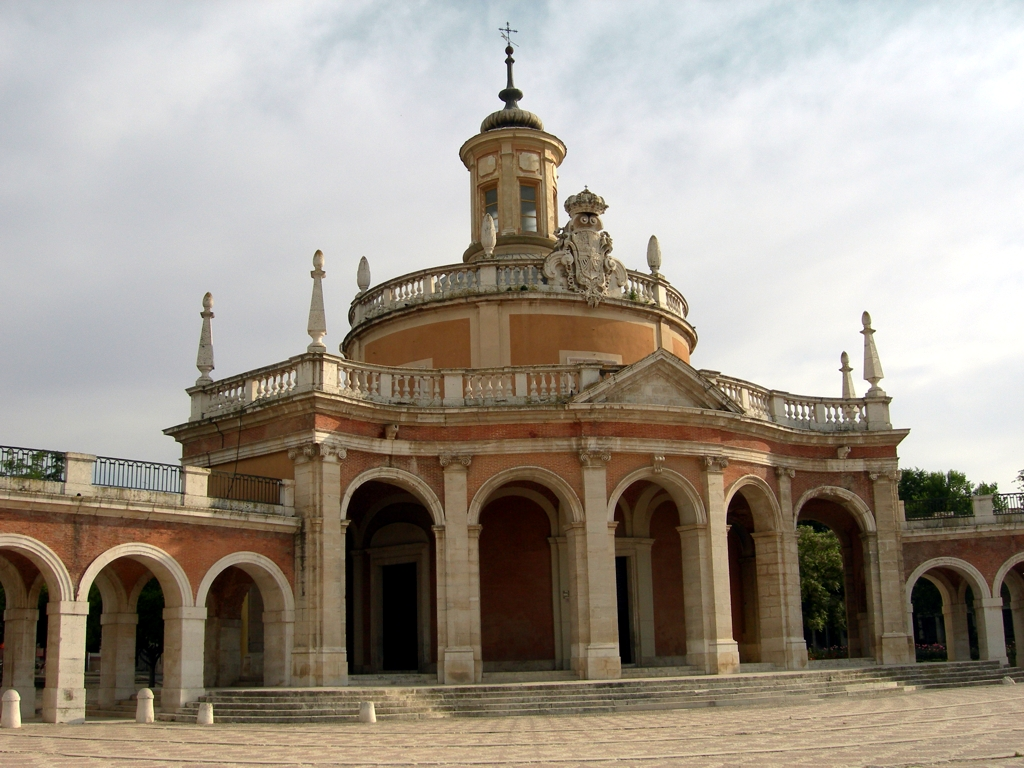
Exterior de la Real Capilla de Aranjuez

El 18 de diciembre de 1793 la fragata correo El Águila transportaba al matrimonio Boneo - Viaña de Buenos Aires a El Ferrol, Galicia. Desde allí Martín Boneo debería dirigirse a la División de Límites en el departamento de Cartagena. Sin embargo, el 4 de febrero de 1794 solicita licencia para pasar con su mujer, camino a Cartagena, al Real Sitio de Aranjuez. Dicha ciudad sería el lugar de residencia del matrimonio hasta su vuelta a Buenos Aires en 1795.
Poco tiempo más tarde, el 28 de marzo de 1794, era bautizada en la Parroquia de la Real Capilla de Aranjuez la primera hija de Martín Boneo y Cipriana Viaña, llamada María de los Dolores Castora, apadrinada por Juan Dameto Despuig, pariente de Boneo e hijo del marqués de Bellpuig.

### Ingreso a la Orden de Santiago
El 12 de abril de 1794 el rey Carlos IV de España le otorga merced a Martín Boneo para comenzar los trámites para ingresar como caballero a la Orden de Santiago. El 28 de abril Boneo hace el depósito de doscientos ducados de plata nueva requeridos, dos días después inicia el proceso, y el 8 de julio presenta su genealogía paterna, debiéndose acreditar su genealogía materna mediante testigos, siendo informantes el marqués de Casteldorrios y José Albert y Gil.
El 17 de octubre su genealogía y relación de méritos son aprobadas en Madrid, y doce días más tarde, el 29 de octubre de 1794, se celebra el Capítulo de la Orden en la iglesia parroquial de Santiago Apóstol de la corte de Aranjuez, siendo Martín Boneo y Villalonga investido como caballero de la Orden de Santiago.

## Radicación en Buenos Aires

### Viaje al Río de la Plata
Martín Boneo solicitó en dos oportunidades, el 22 de marzo y el 5 de junio de 1794, su ascenso al rango de capitán de navío. Junto a ello peticionó también el pago de sueldos atrasados a él adeudados desde el tiempo en el que había integrado la Comisión de Demarcación de Límites. El 14 de junio de 1794 se resuelve que se otorgue el título de capitán de navío, con la condición de que vuelva a Buenos Aires.
Se embarca entonces junto a su mujer Cipriana Viaña y a Dolores Boneo Viaña, hija de ambos, en la fragata mercante Santa Francisca, arribando a Buenos Aires en junio de 1795. Dicha fragata fue saqueada antes de llegar a puerto, por lo cual la familia Boneo Viaña sufrió la pérdida de parte de su equipaje.

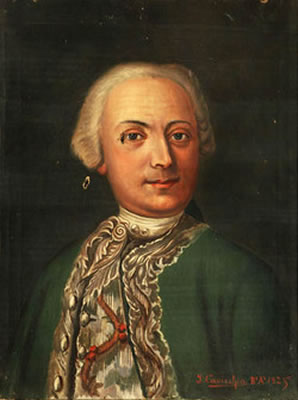
Virrey Pedro Melo de Portugal

### Primeros años de actuación en Buenos Aires
Martín Boneo tenía una relación estrecha con el virrey Pedro Melo de Portugal, a quien probablemente había conocido cuando éste fue gobernador del Paraguay entre 1778 y 1787. Al llegar a Buenos Aires, queda durante año y medio bajo las órdenes del virrey, quien realiza esfuerzos para que se le otorgue el rango de capitán de navío a Boneo, lo que finalmente ocurre el 10 de marzo de 1796.
Luego del fallecimiento de Melo y Portugal, Martín Boneo, reconociéndose en una posición de debilidad política, escribe el 5 de junio de 1794 a Juan de Lángara, ministro de Marina, solicitándole que incline V.E. el ánimo de S.M. a que se le prevenga al actual Virrey interino, me de ocupación proporcionada a mi grado. Se lo designa entonces a Boneo que se encargue de los asuntos de Marina del virreinato, así como de la persecución de los desertores de la Armada.
El sucesor de Melo y Portugal, Antonio Olaguer y Feliú, tendría otros planes para Boneo. El 8 de octubre de 1798 lo nombra juez del Consejo de Guerra de Generales, para examinar la conducta del capitán Juan Francisco Borges por haber insultado al capitán Fernando de la Sota, exgobernador intendente interino de La Paz.

## Intendente de policía

### Empedrado de la ciudad
En los últimos años del siglo XVIII, los habitantes de la ciudad de Buenos Aires sufrían de tener que transitar por calles de tierra, cuyos anegamientos provocaban la aparición de lodazales y pantanos, sucias por la acumulación de barro y basura, y con pozos que estorbaban a carretas y caballos. La solución era clara: era necesario avanzar con el empedrado en toda la ciudad.
El Cabildo de Buenos Aires acuerda en proponerle al virrey Avilés a Martín Boneo como la persona idónea para llevar a cabo el empedrado de la ciudad, enviándole un oficio en ese sentido el 18 de junio de 1799. Avilés, también influenciado por el regidor Antonio de las Cagigas, quien había recomendado también a Boneo, lo nombra Intendente de Policía de Buenos Aires y director de la obra del empedrado de las calles el 1 de agosto de 1799, con todas las facultades propias y necesarias para el mejor desempeño de esta comisión.

Calle de la Catedral, por Charles Henri Pellegrini

El 6 de agosto siguiente se hace efectivo entonces el cargo de Intendente de Policía a Martín Boneo y Villalonga, subordinado directamente al virrey, y encargado del registro, nomenclatura de calles y obras públicas, teniendo a disposición la mano de obra de los presidiarios. El Cabildo vio su poder disminuido frente a un funcionario que no respondía a él, sino más bien al gobierno virreinal, lo que marcó el inicio de las tensiones entre Boneo y dicha institución.
Como Intendente de Policía, Boneo comienza disponiendo que los hornos de ladrillos se alejaran del centro de la ciudad, y manda a hacer un censo para gravar con impuestos tanto a carretas, coches y carretones, como a establecimientos de esparcimiento. En paralelo, el virrey comienza a ampliar la autoridad de Martín Boneo sobre otras cuestiones, relacionadas con el comercio, higiene, justicia, registro de inmuebles, etcétera, hasta entonces propias del Cabildo.
Para fines de 1801 Boneo había logrado el empedrado de quince cuadras, y se habían tapado todos los pantanos, desde Barracas hasta el centro de la ciudad. Ello llevó a los elogios del marqués de Avilés, quien afirmaba al retirarse del virreinato a su sucesor, Joaquín del Pino, que fui feliz en la elección, pues poniendo los ojos en el señor don Martín Boneo, capitán de navío de la real armada, quien luego que se lo propuse, admitió gustoso el encargo en 31 de agosto de 1799, sin otra utilidad que la de contribuir a la del público y complacerme en aceptarla, debiendo yo asegurar que no he tenido motivo de arrepentirme en su elección.
En el mismo sentido se pronunciaba un año más tarde el Consulado de Buenos Aires, afirmando que Martín Boneo y Villalonga había dado pruebas evidentes de su celo, actividad, inteligencia, y economía en las obras publicas del empedrado y Plaza de Toros de esta capital.

### Segunda plaza de toros de Buenos Aires

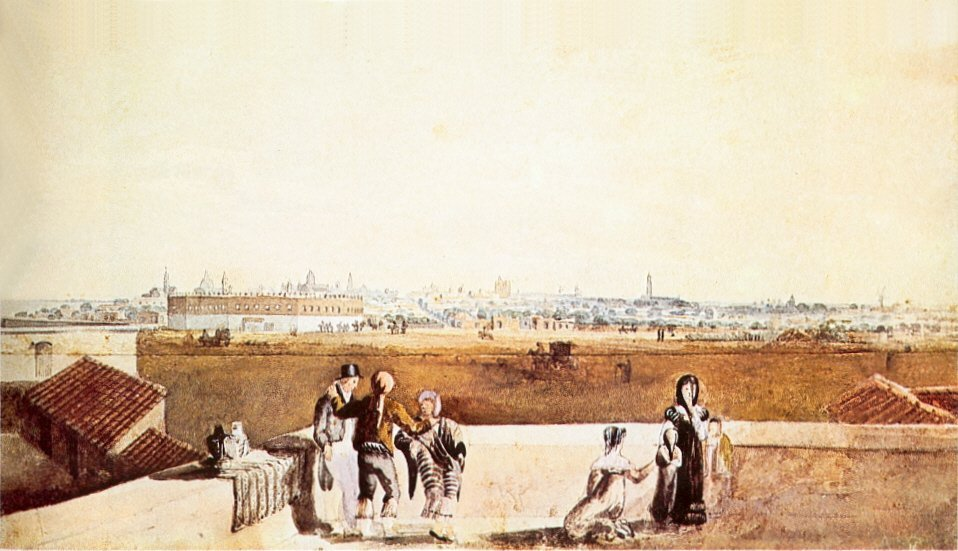
Vista general de Buenos Aires desde la Plaza de Toros

Junto a la tarea de empedrar las calles porteñas, el marqués de Avilés le encomendó a Boneo la construcción de una plaza de toros nueva, en el barrio de Retiro, para que reemplazara a la existente en el barrio de Monserrat, que se encontraba en tan malas condiciones que ponía en peligro al público de las corridas. Poco más de un año más tarde, el 14 de octubre de 1801, la plaza de toros era inaugurada, con capacidad para diez mil personas.
La plaza era de forma octogonal, con edificio de estilo morillo, alumbrado por ventanas ojivales con balaustrada, y coronada por una serie de perillas de barro cocidos en la parte alta. Podría contener más de diez mil personas. En lo alto del edificio se enarbolaba la bandera blanca con el Escudo Real pintado en el centro. Las Invasiones Inglesas y la Revolución de Mayo marcaron la degradación de la plaza, ordenándose en 1819 su demolición.

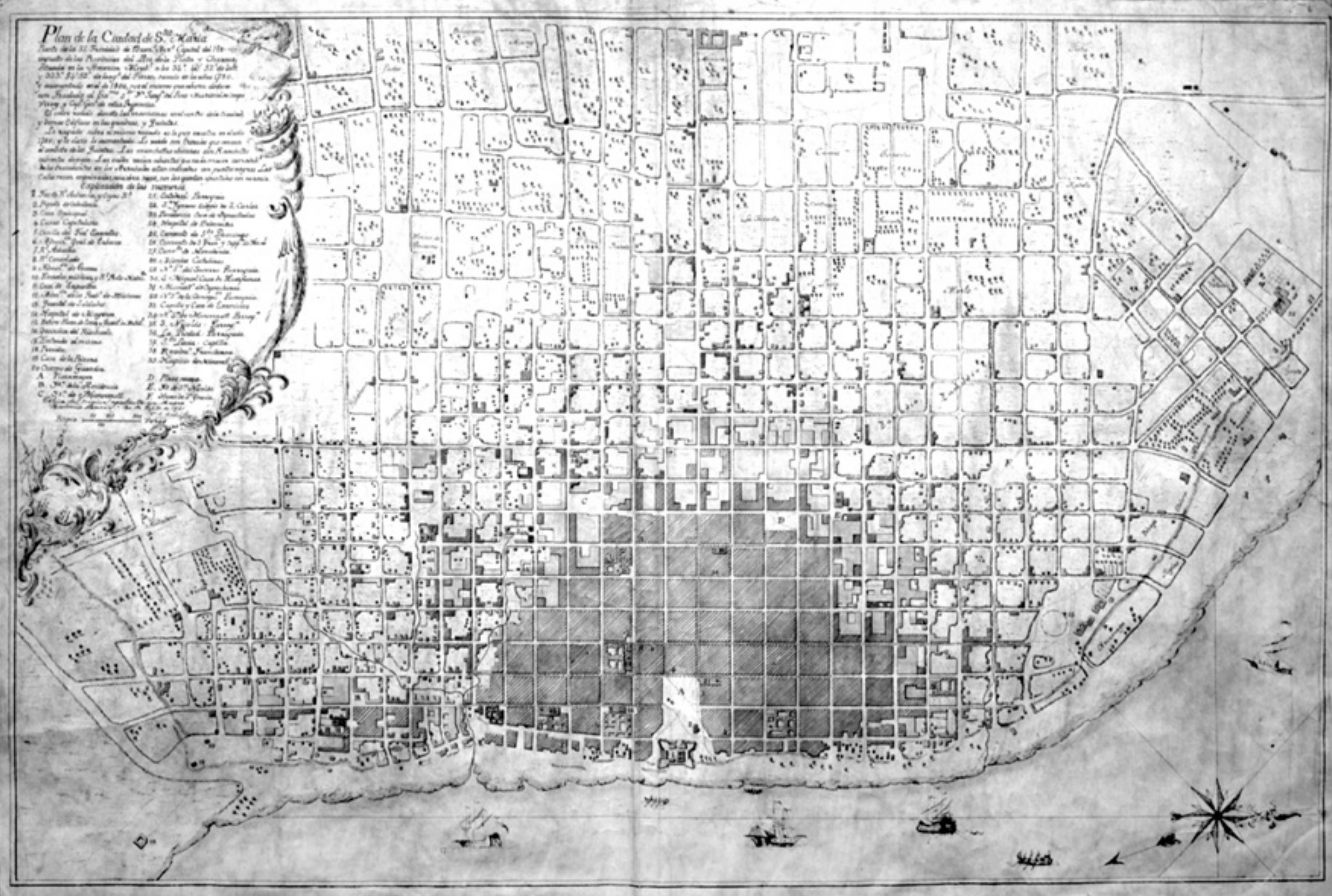
Plano de Buenos Aires de 1801 por Boneo y Villalonga

### Plano de la ciudad
En 1801 Martín Boneo y Villalonga también termina de confeccionar un Plano de la ciudad de Santa María Puerto de la S.S. Trinidad de Buenos Aires, que regala y dedica al nuevo virrey del Río de la Plata, Joaquín del Pino y Rozas. El mismo fue destacado por diversos geógrafos en años posteriores, afirmando Alfredo Taullard que:
Este sí es un verdadero plano bien confeccionado, coloreado y muy interesante [...] Abarca una extensión mucho mayor que la de otros bastante más posteriores, pues comprende hasta lo que entonces eran las chacras y quintas que rodeaban la ciudad, como si dijéramos desde la Recoleta hasta un poco más allá de la convalecencia, y por el oeste hasta cerca de la actual calle Pueyrredon

### El Muelle, la Recova, el Coliseo y otras obras

#### El fallido muelle de Buenos Aires
El 15 de mayo de 1802 el virrey del Pino, por solicitud previa del Real Consulado de Buenos Aires, pide a Martín Boneo que examine el proyecto de modernizar el muelle de Buenos Aires, a lo que él responde que nada se debe considerar en el día de más urgente necesidad en esta Capital que el indicado muelle. El secretario del Consulado, Manuel Belgrano, mira con buenos ojos el oficio de Boneo, al que le es encomendada la tarea.
A partir de entonces la construcción del muelle comienza a avanzar significativamente. Sin embargo, debido a presiones del Cabildo de Buenos Aires y del Gobierno de Montevideo, una Orden Real del 15 de febrero de 1803 ordena suspender las obras. Pocos años más tarde, en la noche entre el 5 y 6 de junio de 1805, el temporal más fuerte registrado en décadas arrastraría toda la estructura de lo que hubiera sido el nuevo muelle de Buenos Aires, sin dejar rastro de la obra de Boneo.

Recova nueva, por Charles Henri Pellegrini

#### La construcción de la Recova
El 28 de septiembre de 1802 por orden del virrey, Juan Bautista Seguismundo comienza con la construcción de una Recova que se reporte útil para el comercio de Buenos Aires. En esa tarea colaboró significativamente Martín Boneo, quien derivó herramientas y útiles para la labor. La Recova tardaría en erigirse nueve meses, pero duraría ochenta años, hasta ser demolida a fines del siglo XIX por el intendente Torcuato de Alvear.

#### El teatro Coliseo
Otra obra realizada bajo la dirección de Boneo como Intendente de Policía porteño fue, entre octubre de 1803 y abril de 1804, la erección del Teatro Coliseo, inaugurado en el mismo año que finalizó su construcción. Fue designado como director de su orquesta estable Blas Parera, que años más tarde sería autor del Himno Nacional Argentino. El Coliseo sería conocido posteriormente como Teatro Argentino, hasta ser demolido en la década de 1870'.

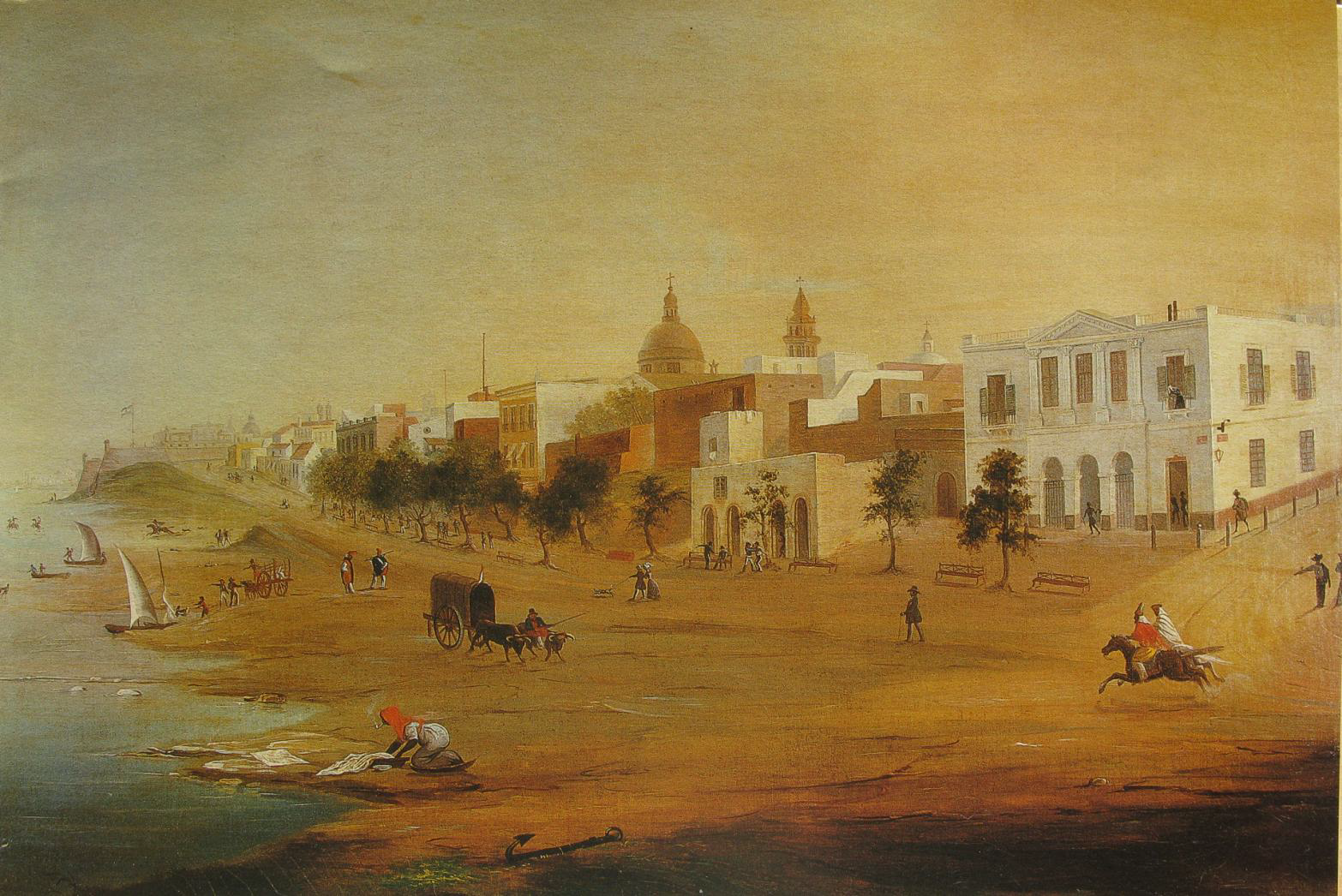
El Paseo de la Alameda en pintura de Carlsen

#### Otras obras
Además de las ya mencionadas, Martín Boneo y Villalonga en su cargo de Intendente de Policía de Buenos Aires también fue autor de otras reformas. Entre ellas, se destaca la implementación del primer servicio de recolección de residuos de la ciudad en 1803, gracias a la construcción de 12 carros de basura, y la reconstrucción del Paseo de la Alameda, hoy Avenida Leandro N. Alem, que tenía en los extremos cuatro fuentes en forma piramidal que regaban 25 yardas en circunferencia.

## Gobernador de Huancavelica

### Regreso a España
El 16 de enero de 1804 una Real Cédula firmada en el Palacio Real de Aranjuez llegaba a Buenos Aires, estableciendo lo siguiente:
Excmo. Sr. Habiendo resuelto el rey que el Cap. de Navío D. Martín Boneo queda exonerado de todos los cargos que se le han fiado por ese superior gobierno, y regrese a España inmediatamente, quiere S.M. que disponga V.E. y le prevenga se presente a la mayor brevedad al Comandante de Marina en el apostadero de Montevideo, paraque cuide del más pronto cumplimiento de esta soberana determinación.
Parte entonces Martín Boneo y Villalonga a la España peninsular. Sin embargo, los conflictos con el Cabildo de Buenos Aires y el desenlace de su destitución colaboran a su deterioro físico, que se acelera en su travesía por el Océano Atlántico. Boneo mismo afirma que se hallaba con la salud notalemente quebrantada, habiendo sido de la mayor consideración [...] su afecto al pecho que le hizo concebir fundados temores de fallecer en la mar.
Desembarca en La Coruña el 13 de septiembre de 1804, pasando luego a Madrid, donde realiza consultas médicas para diagnosticar su dolor en el pecho y recobrar su salud, y el 3 de noviembre de 1804 se le permite pasar al Real Sitio de San Lorenzo del Escorial.

### Nombramiento como gobernador intendente
En su búsqueda de un hombre idóneo para asumir la gobernación-intendencia de Huancavelica, llega al rey Carlos IV de España la recomendación de Boneo por parte de Miguel Cayetano Soler, Secretario de Estado y de Hacienda, quien lo califica de la siguiente manera:
[Es un] oficial de conocida probidad y trabajo asiduo personal y de bufete; de conocimientos en las Provincias de Buenos Aires por el largo tiempo que ha estado allí comisionado, y por lo mismo nada ejercitado en la Marina con que puede servir muy poco..
Es así como el 13 de enero de 1805 en Aranjuez el Rey nombra a Boneo Gobernador político e Intendente de Huancavelica, junto con la superintendencia de sus minas, y el sueldo de seis mil pesos anuales. Como gobernador intendente de Huancavelica, tendría competencia en materia judicial, subordinado a la Real Audiencia de Lima, a su vez subordinada al virrey del Perú. En materia eclesiástica, la gobernación intendencia integraba el Obispado de Huamanga, dependiente de la Arquidiócesis de Lima

## Última voluntad y muerte

### Testamento y últimos días
A principios de 1805, mientras Martín Boneo se preparaba para asumir como gobernador intendente de Huancavelica en el Perú, algunos dolores en el cuerpo comenzaron a preocuparlo. Previendo que su muerte podría estar cerca, retorna a su Palma de Mallorca natal.  Allí el 24 de mayo de 1805, ante el notario Rafael Roselló y Cladera, dicta su testamento, llamándose a sí mismo Caballero de la Orden de Santiago, Capitán de Navío de la Real Armada y Electo Gobernador de Huancavelica.
Entre otras disposiciones, en su testamento solicita a su tío político Melchor de Albín y a su apoderado, amigo y compadre Antonio de las Cagigas que favorezcan a su mujer e hijos. A Cipriana Viaña le realiza recomendaciones relacionadas con la crianza de los hijos de ambos. Nombra albaceas a su esposa y a sus hermanos Catalina, Gerónima y Antonio Boneo Villalonga, y finalmente pide ser enterrado en la iglesia de San Francisco de Asís con cien misas rezadas con limosna de tres reales de plata cada una.

### Muerte y sepultura

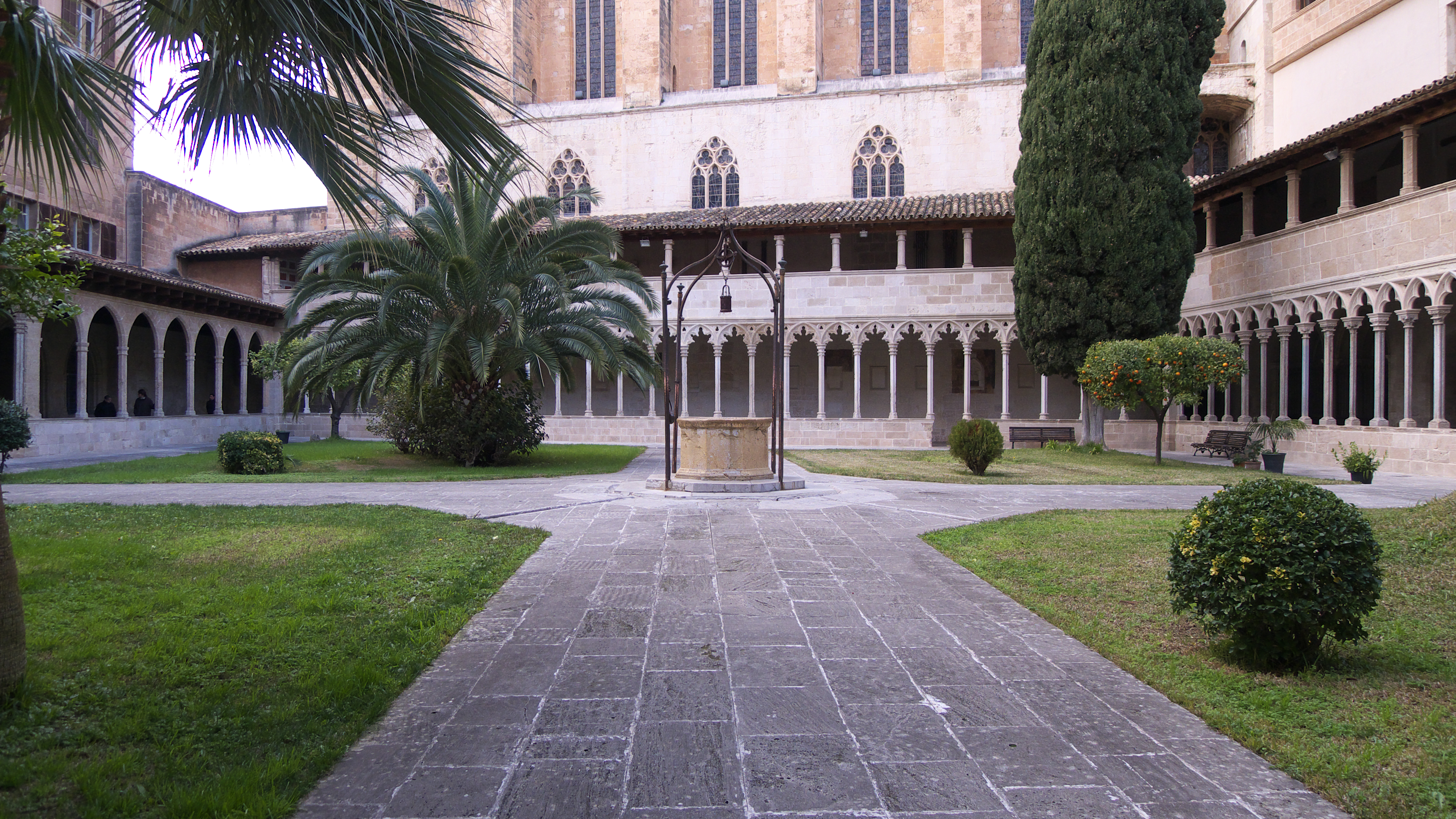
Interior del Real Convento de San Francisco de Palma de Mallorca

Diez días después de testar, el 6 de junio de 1805, moría Martín Boneo y Villalonga en Palma de Mallorca, la ciudad que lo había visto nacer el siglo anterior. Su muerte daría lugar a un conflicto entre la Orden Franciscana y la Orden Agustiniana, sobre el lugar de enterramiento que le correspondía a los restos de Boneo. Los franciscanos aducían la voluntad del fallecido en su testamento, de ser enterrado en el Convento de San Francisco, mientras que los agustinos apelaban a las constituciones de la Orden de Santiago, que preveían que fuera enterrado en su iglesia. Provisoriamente sus restos descansaron en la agustina Iglesia del Socorro.
El 27 de enero de 1806 el Provisor Eclesiástico condenó a la comunidad de Agustinos que entregasen a los franciscanos el valor de la sepultura, velas, misas y demás que cobraron con motivo del enterramiento de Martín Boneo, y que se extrajera el cadáver para enterrarse en el Convento de San Francisco, como había mandado el difundo, donde aún hoy permanecen.

## Descendencia

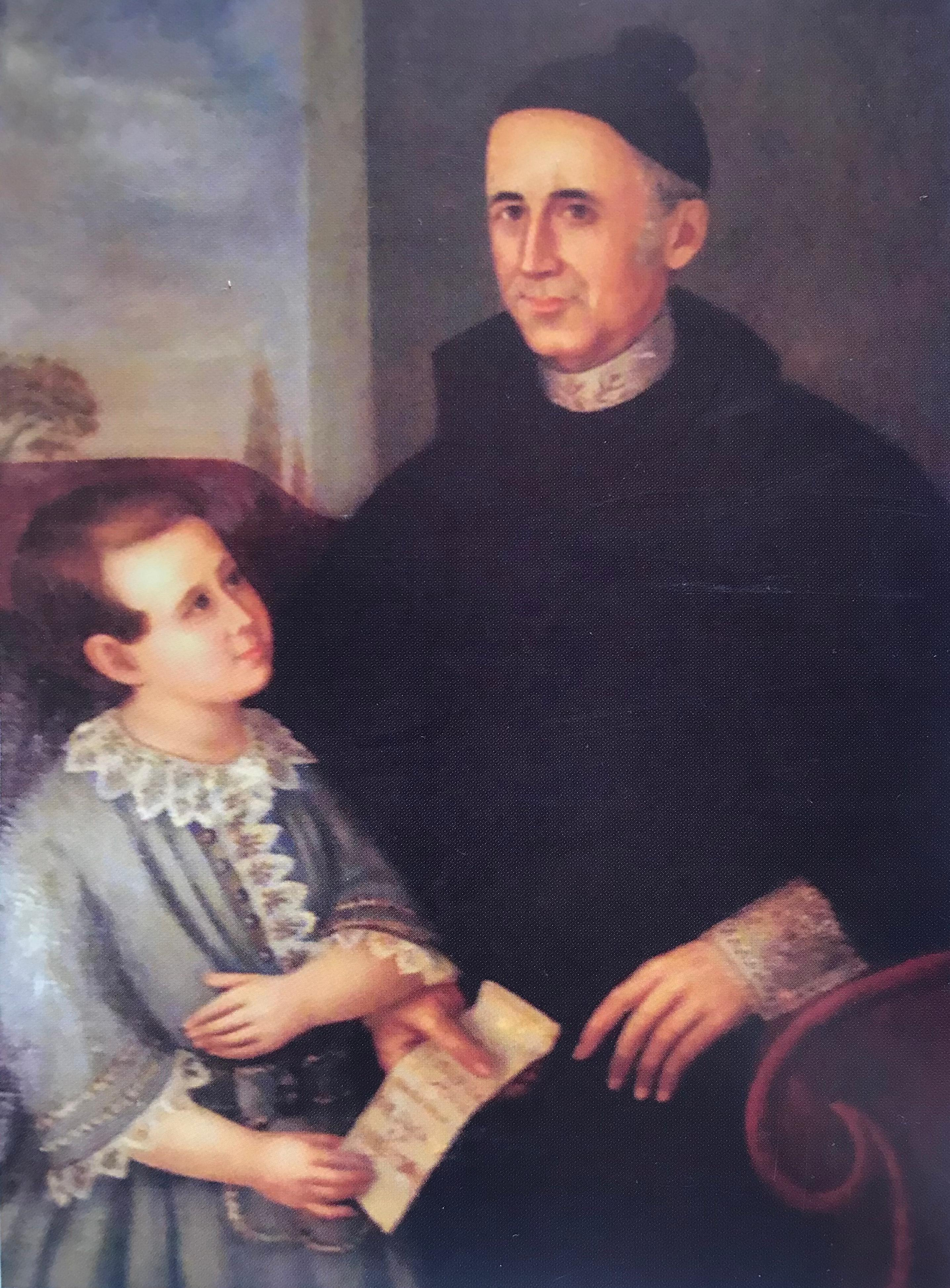
Canónigo Martín Boneo Viaña con el Obispo Juan Agustín Boneo, hijo y nieto de Boneo

El matrimonio Boneo Villalonga tendría entre 1794 y 1804 ocho hijos, siendo la primera de ellos, María de los Dolores, bautizada en la Real Capilla del Real Sitio de Aranjuez, y los siete siguientes en Buenos Aires: Martín Ramón, Gerónima Wenceslada, María Josefa, José María, Manuel José, Ramón y Mariano. Exceptuando a la primera hija de Martín Boneo y Cipriana Viaña, todos ellos alcanzarían la adultez, algo poco común en la época.
Varios de los descendientes de Martín Boneo y Villalonga tendrían un rol relevante en la vida pública de Buenos Aires, especialmente en los ámbitos religioso, militar, jurídico y artístico. Entre ellos, se destacarían el siervo de Dios Luis María Etcheverry Boneo, el pintor Martín Boneo, el obispo Juan Agustín Boneo,  el jurista Rómulo Etcheverry Boneo, Juan Agustín Noguera, fundador de General Alvear, Marta Torres de Dardanelli, dueña de la Residencia Dardanelli, e Inés Pertiné, primera dama de la Nación.

## Heráldica

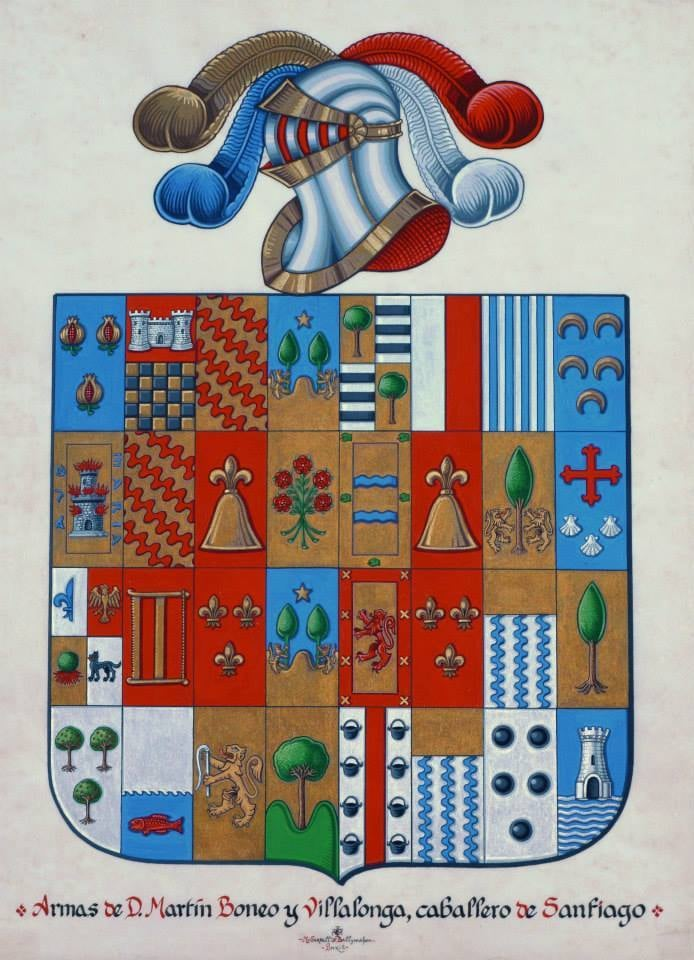
Escudo de armas de treinta y dos cuarteles de Boneo y Villalonga

Los Boneo españoles llevaron las mismas armas que los Bonneau franceses, con uso demostrado por lo menos desde el siglo XVI: de azur, tres granadas de oro frutadas de gules, puestas en triángulo menor. A pesar de presentarse variaciones menores, los integrantes de esta familia llevaron estas armas en sellos, pinturas, medallas, decoraciones eclesiásticas, etcétera.
Martín Boneo también utilizó este escudo heráldico, ya sea como armas plenas, o cuartelando el blasón con otros escudos familiares de alianza. Así en un arcón de Boneo y Villalonga figuran esculpidas las armas partidas de ambos apellidos, en su retrato realizado por Sancho de la Jornada figura un escudo con cuatro cuarteles, sus descendientes conservan un escudo suyo de dieciséis cuarteles, y finalmente el heraldista Luis McGarrell realizó un escudo con treinta y dos cuarteles ascendentes de Martín Boneo y Villalonga.
Los descendientes de Martín Boneo, que conforman la rama argentina de la familia, distinguieron su escudo de los Boneo españoles colocando las granadas en triángulo mayor.

## Homenajes

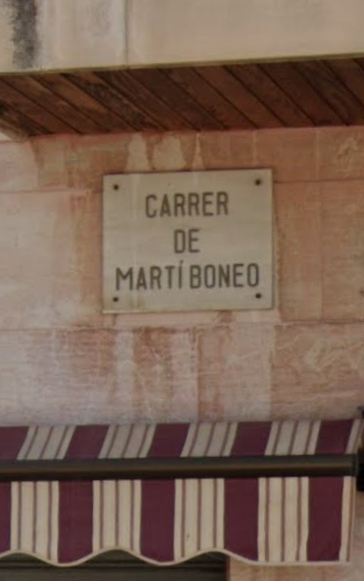
Carrer de Marti Boneo en Palma de Mallorca

### Toponimia
El capitán Martín Boneo y Villalonga es conmemorado por una calle en su ciudad natal, Palma de Mallorca. La calle palmesana es conocida como Carrer de Martí Boneo, y se extiende, en el noroeste de la ciudad, por 550 metros desde la calle de Josep Socias y Gradolí hasta la avenida de Sant Ferrán.
En Buenos Aires, ciudad de la que fuera Intendente de Policía, se recuerda a Boneo en un espacio verde en la Avenida San Juan Bautista de La Salle, entre la calle Echeandía y la Avenida Derqui, a partir de una ley sancionada por la Legislatura de Buenos Aires el 6 de diciembre de 2018, luego refrendada por Horacio Rodríguez Larreta como jefe de gobierno de dicha ciudad. Un año antes de sancionarse la ley, se había presentado un proyecto para que lleve el nombre de Martín Boneo y Villalonga un sector del bulevar de la calle porteña Francisco Bilbao, pero éste no prosperó.

### Libros
Sumado a numerosos artículos y publicaciones que tienen a Martín Boneo y Villalonga como protagonista, se han publicado dos libros referentes a él. El intendente olvidado de Buenos Aires, hace referencia a su vida, detallando su biografía; y Los Boneo, cinco siglos de historia describe su genealogía tanto ascendente como descendente. Ambas obras fueron escritas por Martín Boneo Sanseverino, descendiente de Boneo y Villalonga, en conjunto con el investigador Juan Cruz Jaime.